# Amalaberga
Amalaberga foi uma nobre gótica do século VI, ativa no Reino Ostrogótico e Turíngia. Era filha de um nobre de nome desconhecido falecido ca. 500 e Amalafrida, a futura esposa do rei vândalo Trasamundo (r. 496–523), e sobrinha do rei ostrogótico Teodorico, o Grande (r. 474–526). Tinha um irmão chamado Teodato que tornar-se-ia rei ostrogótico (r. 534–536).
Educada na Itália, casou-se em 507/511 com o rei turíngio Hermanfredo com quem teve dois filhos, Amalafredo e Rodelinda. Como dote, Hermanfredo pagou a Teodorico alguns cavalos branco-prateados. Por intermédio de sua influência sobre o rei, Hermanfredo aliou-se com o rei franco Teodorico I da Austrásia (r. 511–534/535) contra seu irmão Baderico. Com a morte de seu marido em 532/533, Amalaberga retornou para a corte ostrogótica na Itália.